# La Reforma, Ixhuatlán de Madero
La Reforma är en ort i Mexiko.   Den ligger i kommunen Ixhuatlán de Madero och delstaten Veracruz, i den sydöstra delen av landet, 200 km nordost om huvudstaden Mexico City. La Reforma ligger 96 meter över havet och antalet invånare är 331.
Terrängen runt La Reforma är platt åt nordväst, men åt sydost är den kuperad. Runt La Reforma är det ganska tätbefolkat, med 54 invånare per kvadratkilometer. Närmaste större samhälle är La Ceiba, 10,3 km söder om La Reforma. Omgivningarna runt La Reforma är en mosaik av jordbruksmark och naturlig växtlighet.